# 關子嶺
關子嶺，原寫為關仔嶺，是臺灣臺南市白河區的一個傳統地域名稱，位於該區東部。相較於今日行政區，其範圍大致包括關嶺里北部、仙草里南半部不含最南端、大林里東大半部不含北部凸出部分東半部、六溪里北部邊界地帶中段、虎山里南部邊界地帶中段。

## 歷史
台灣日治初期，關子嶺地區為一街庄，稱為「關仔嶺庄」，隸屬於哆囉嘓東下堡。該庄輪廓呈東西狹長形，北邊中、東段分別與白水溪庄、凍仔腳庄為鄰，東與後大埔庄為鄰，南邊為六重溪庄，西邊南段為崁仔頭庄，西北北段及北邊西段為糞箕湖庄。
1901年（日治明治三十四年）11月，全台設置二十廳，該庄隸屬於鹽水港廳。1909年（明治四十二年）10月，合併二十廳為十二廳，該庄改隸屬於嘉義廳。1920年（大正九年），廢十二廳改設五州二廳，該庄改制並雅化為「關子嶺」大字，隸屬於臺南州新營郡白河街。
戰後白河街改制為白河鎮，隸屬於臺南縣，大字亦改制為里。1950年雲、嘉、南分治，白河鎮隸屬不變。2010年12月，因臺南縣市合併直轄臺南市，白河鎮改制為白河區。

## 聚落
本地區發展較早的聚落有關仔嶺、岩前、仙草埔等，在日治期初期的官方地圖上已有記載。

## 交通
- 市道172號
- 市道172乙線
- 市道175號

## 景點
- 關子嶺溫泉
- 水火同源

## 廟宇
- 大仙寺（市定古蹟）
- 火山碧雲寺
- 火王爺廟
- 紫雲殿仙祖廟
- 坪頂三龍宮